# Blattidae
|  | Dieser Artikel wurde aufgrund von formalen oder inhaltlichen Mängeln in der Qualitätssicherung Biologie im Abschnitt „Insekten“ zur Verbesserung eingetragen. Dies geschieht, um die Qualität der Biologie-Artikel auf ein akzeptables Niveau zu bringen. Bitte hilf mit, diesen Artikel zu verbessern! Artikel, die nicht signifikant verbessert werden, können gegebenenfalls gelöscht werden. Lies dazu auch die näheren Informationen in den Mindestanforderungen an Biologie-Artikel. Begründung: Merkmale, Lebensweise & vollständiger systematischer Überblick aller Unterfamilien und Gattungen fehlen |

Die Blattidae sind eine Familie innerhalb der Schaben (Blattodea). Unter ihnen befinden sich eine Reihe von bekannten Vorratsschädlingen und Bewohnern menschlicher Behausungen, von denen einige als Küchenschaben bezeichnet werden. 

## Systematik
In Europa ist die Familie der Blattidae mit folgenden vier Arten vertreten, die alle als Neozoen aus wärmeren Regionen eingeschleppt wurden (unspezifisch Küchenschabe, Kakerlake genannt):
- Gemeine Küchenschabe, Kakerlak (Blatta orientalis Linnaeus, 1758)
- Amerikanische Großschabe (Periplaneta americana (Linnaeus, 1767))
- Braune Schabe (Periplaneta brunnea Burmeister, 1838)
- Australische Schabe (Periplaneta australasiae (Fabricius, 1775))

Weitere bekannte Arten sind:
- Shelfordella lateralis (Tartarische Schabe, Persische Schabe,  „Schokoschabe“)
- Rauchbraune Großschabe (Periplaneta fuliginosa Serville, 1838)
- Florida-Skunk-Schabe (Eurycotis floridana (Walker, 1868))

## Fossile Vorkommen
Schaben leben heute unter modernden Baumrinden, so dass ihr Auftreten im Bernstein nicht überrascht. Vertreter der Familie Blattidae wurden aus Baltischem Bernstein (Eozän) beschrieben.